# Santa Margarida de l'Esquirol
Santa Margarida de l'Esquirol és una ermita de l'Esquirol (Osona) protegida com a Bé Cultural d'Interès Local.

## Descripció
Ermita de petites dimensions que pertany al mas de Santa Margarida.
L'edificació és de planta rectangular orientada d'est a oest, construïda amb mur de paredat amb carreus regulars als angles. A la façana principal trobem un arc amb dovelles de pedra i un petit òcul. Corona la façana un campanar d'un sol ull. La coberta és de teula àrab.